# نو جزيرة روسنغا
نو جزيرة روسنغا (الاسم العلمي:†Rusingoryx) هو جنس منقرض من الثدييات المزدوجة الأصابع ينتمي إلى فُصيلة الثيتلاوات التابعة لفصيلة البقريات. يرتبط ارتباطًا وثيقًا بالنو. يحتوي على نوع واحد فقط هو R. Atopocranion، الذي عاش في سهول كينيا خلال العصر الحديث الأقرب.
نو جزيرة روسنغا معروف بأنفه المدبب الغريب مع قبة أنف كبيرة. يمثل هذا التركيب مثالًا للتطور المتقارب مع الديناصورات بطيات المنقار التي كانت تستخدم الأنف الكبير للعرض والنطق.
العينات الأولى التي وجدت ووصفت في عام 1983 كانت قد حفظت بشكل سيء وتم أخذها من موقع يسمى بوفيد هيل (تل البقريات) في جزيرة روسنغا في بحيرة فيكتوريا، ومن هنا جاء اسم هذا الجنس. وتشير العظام التي تم العثور عليها في عام 2011 إلى أنها قد قتلت من قبل البشر باستخدام أدوات حجرية. وفي عام 2016 تم اكتشاف أحافير ل26 من نو جزيرة روسنغا التي كانت قد حفظت بشكل أفضل.